# Royal St George's Golf Club
Royal St George's Golf Club est un parcours de golf situé à Sandwich, dans le Kent en Angleterre fondé en 1887. Il s'agit d'un des plus vieux link à faire partie de la rotation actuelle des Opens britanniques. Il est le seul parcours de la rotation à être situé au sud est de l'Angleterre. Il a accueilli 15 fois l'Open britannique, depuis 1894.

## Vainqueurs de l'Open britannique au Royal St George's Golf Club
- 1894 : J.H. Taylor
- 1899 : Harry Vardon
- 1904 : Jack White
- 1911 : Harry Vardon
- 1922 : Walter Hagen
- 1928 : Walter Hagen
- 1934 : Henry Cotton
- 1938 : Reg Whitcombe
- 1949 : Bobby Locke
- 1981 : Bill Rogers
- 1985 : Sandy Lyle
- 1993 : Greg Norman
- 2003 : Ben Curtis
- 2011 : Darren Clarke
- 2021 : Collin Morikawa